# Ópata
Ópata, grupa plemena Taracahitian Indijanaca iz sjeverozapadnog Meksika, Sonora. Teritorij ovih izuzetno ratobornih Indijanaca prostirao se u vrijeme dolaska Španjolaca uz obale rijeke Sonora i do između Río Bavispe, a zalazili su se u južnu Arizonu, gdje su ratovali s Apačima. U borbi su se koristili otrovnim strelicama, ratnim toljagama i kopljima. Španjolski misionari pokrstili su ih u ranom 17. stoljeću. Ópate su napredni ratari koji irigaciju, i sprovode je u područjima gdje je to potrebno. Glavne kulture su im kukuruz, grah, čili-papričice i drugo. 
Slično kao i Tarahumare, poznati su kao trkači na duge staze. Među njima su postojale i misije Aconchi, Arizpe (Arispe) i Guepavérachi. U novije vrijeme preostalo ih je oko 300. Plemena Batuc i Nacosura koja su govorila vlastitim dijalektima pripadaju užoj grupi Ópata Teguima. 

## Ime
Ime Ópata znači "gente hostil", "enemigos" ('neprijateljsaki narod', 'neprijatelji'). 

## Plemena
Opata vlastiti ijele se na 3 glavne skupine, viz.: 
- Ópata Tegüis (Tegui ili Segui) sa selima: Opodepe, Terapa, Cucurpe, Alamos i Batuco.
- Ópata Tegüimas (Teguima), sela: Sinoquipe, Banamichi, Huepaca, Aconchi, Babiacora, Chinapa, Bacuachi, Cuquiarachi i Cumpas.
- Opata Cogüinachis (Coguinachi), sela: Toniche, Matape, Oputo, Oposura, Gluasavas, Bacadeguachi, Nacori (otro), Mochopa.

Pleme Eudeve na jugu Ópata teritorija njihov su ogranak. Za Indijance Jova s gornje Río Yaqui, koji su imali sela Bacaniyagua, Baipoa ili Baypon, Natora, Oparrapa, Orasaqui, Sereba, i Setasura, neki drže (Manuel Orozco y Berra) da također pripadaju Ópate, Swanton ih smatra tek srodnima.

## Vanjske poveznice
- Geografía de las lenguas y carta etnográfica de México  Arhivirana inačica izvorne stranice od 27. travnja 2006. (Wayback Machine)
- Opatas  Arhivirana inačica izvorne stranice od 2. rujna 2006. (Wayback Machine)